# Сухая (приток Увери)
Сухая — река в России, протекает в Боровичском и Мошенском районах Новгородской области. Река вытекает из озера Сухое и течёт на восток. Устье реки находится в 63 км по правому берегу реки Уверь у деревни Дмитрово. Длина реки составляет 27 км, площадь водосборного бассейна 302 км².
В Боровичском районе рекапротекает через Починно-Сопкинское сельское поселение. На берегу стоит деревня Пальцево. Ниже, в Мошенском районе на берегу реки стоят деревни Крачи и Дмитрово Кировского сельского поселения.

## Данные водного реестра
По данным государственного водного реестра России относится к Балтийскому бассейновому округу, водохозяйственный участок реки — Мста без р. Шлина от истока до Вышневолоцкого г/у, речной подбассейн реки — Волхов. Относится к речному бассейну реки Нева (включая бассейны рек Онежского и Ладожского озера).
Код объекта в государственном водном реестре — 01040200212102000020544.